# Episodi di Bionic Max
La prima stagione della serie animata Bionic Max, composta da 52 episodi, è stata trasmessa in Francia, da Canal J e Gulli, dal 23 ottobre 2021 al 9 gennaio 2022.
In Italia viene trasmessa su Cartoon Network dal 7 marzo 2022.
| n° | Titolo originale            | Titolo italiano                     | Prima TV Francia | Prima TV Italia |
| -- | --------------------------- | ----------------------------------- | ---------------- | --------------- |
| 1  | La grande évasion           | La grande fuga                      | 23 ottobre 2021  | 7 marzo 2022    |
| 2  | Les muffins de Max          | I muffin di Max                     | 6 novembre 2021  | 7 marzo 2022    |
| 3  | Bionique pour tous          | L'inventore geniale                 | 6 novembre 2021  | 8 marzo 2022    |
| 4  | L'ascension du Mont-Slip    | L'escursione di JC                  | 23 ottobre 2021  | 8 marzo 2022    |
| 5  | JC entre en scène           | Attore all'improvviso               | 7 novembre 2021  | 9 marzo 2022    |
| 6  | Les cambrioleurs            | Guardia e ladri                     | 23 ottobre 2021  | 9 marzo 2022    |
| 7  | Sourire d'acier             | La dentiera bionica                 | 30 ottobre 2021  | 10 marzo 2022   |
| 8  | Les surdoués                | Si va a scuola                      | 7 novembre 2021  | 11 marzo 2022   |
| 9  | Chaud devant!               | L'impiegato della settimana         | 23 ottobre 2021  | 10 marzo 2022   |
| 10 | On a perdu Pupuce           | Dov'è Peste?                        | 13 novembre 2021 | 15 marzo 2022   |
| 11 | L'étrange créature du lac   | Il mostro della laguna              | 31 ottobre 2021  | 14 marzo 2022   |
| 12 | Trou de mémoire             | I conigli del laboratorio           | 13 novembre 2021 | 14 marzo 2022   |
| 13 | Cadeau poisseux             | Il pesce canterino                  | 14 novembre 2021 | 11 marzo 2022   |
| 14 | Idoles mais pas trop        | Star per un giorno                  | 14 novembre 2021 | 16 marzo 2022   |
| 15 | Mama champoupou             | Una consegna speciale               | 20 novembre 2021 | 17 marzo 2022   |
| 16 | Ensablés                    | La battaglia della sabbia           | 20 novembre 2021 | 17 marzo 2022   |
| 17 | Réparateur Max              | Max tuttofare                       | 21 novembre 2021 | 18 marzo 2022   |
| 18 | Sans foi ni loi             | Un mondo senza regole               | 21 novembre 2021 | 16 marzo 2022   |
| 19 | Super Zéros                 | Capitan Pescerosso e Boubou         | 24 ottobre 2021  | 21 marzo 2022   |
| 20 | Malins comme lapins         | Di nuovo in gabbia                  | 24 ottobre 2021  |                 |
| 21 | Le hoquet                   | Il singhiozzo bionico               | 24 ottobre 2021  | 22 marzo 2022   |
| 22 | La puce de Max              | Il chip bionico                     | 27 novembre 2021 | 15 marzo 2022   |
| 23 | Enfermés au Champimall      | Intrappolati nel centro commerciale | 30 ottobre 2021  | 18 marzo 2022   |
| 24 | Bionic Flip                 | L'Oca bionica                       | 27 novembre 2021 | 21 marzo 2022   |
| 25 | La fête de Mona             | La festa di Mona                    | 28 novembre 2021 | 7 giugno 2022   |
| 26 | Le porte Laitue             | Il giorno fortunato                 | 28 novembre 2021 | 8 giugno 2022   |
| 27 | Hanté                       | La casa dell'orrore                 | 31 ottobre 2021  | 9 giugno 2022   |
| 28 | Cosmic Bionic               | Viaggio sulla Luna                  | 4 dicembre 2021  | 10 giugno 2022  |
| 29 | Vivons heureux              | Una giornata di relax               | 4 dicembre 2021  | 6 giugno 2022   |
| 30 | L'émission de Max et JC     | Il gioco a premi                    | 5 dicembre 2021  | 8 giugno 2022   |
| 31 | Le camping des lapins       | I re della fiera                    | 5 dicembre 2021  | 9 giugno 2022   |
| 32 | Le caillou de compagnie     | Il sasso da compagnia               | 24 ottobre 2021  | 13 giugno 2022  |
| 33 | Le grand bleu à la plage    | Il re della spiaggia                | 11 dicembre 2021 | 13 giugno 2022  |
| 34 | Les vacances de JC          | Una vacanza rilassante              | 11 dicembre 2021 | 7 giugno 2022   |
| 35 | Les rois de la fête foraine | Max puliscitutto                    | 12 dicembre 2021 |                 |
| 36 | Max et JC détectives        | Un detective a Forestopoli          | 12 dicembre 2021 | 14 giugno 2022  |
| 37 | La chasse au trésor         | Il campeggio della lattuga          | 18 dicembre 2021 | 10 giugno 2022  |
| 38 | L'anniversaire surprise     | Sorpresa                            | 18 dicembre 2021 | 14 giugno 2022  |
| 39 | Desesperados                | I cowboy                            | 18 dicembre 2021 | 16 giugno 2022  |
| 40 | Max Roi                     | Re Max                              | 25 dicembre 2021 | 15 giugno 2022  |
| 41 | Le dernier épisode          | Una corsa contro il tempo           | 19 dicembre 2021 | 16 giugno 2022  |
| 42 | Le juge                     | Colpiti dalle stelle                | 19 dicembre 2021 | 20 giugno 2022  |
| 43 | Problème d'identité         | Crisi d'identità                    | 19 dicembre 2021 | 17 giugno 2022  |
| 44 | Dr JC et Mister Max         | Medici improvvisati                 | 8 gennaio 2022   | 17 giugno 2022  |
| 45 | Voyage désorganisé          | Il tesoro del Monte Talpa           | 25 dicembre 2021 | 21 giugno 2022  |
| 46 | Les fugitifs                | Caccia al tesoro                    | 25 dicembre 2021 | 15 giugno 2022  |
| 47 | Les citoyens modèles        | Cittadini modello                   | 8 gennaio 2022   | 21 giugno 2022  |
| 48 | Retour de flamme            | Pronto disastro                     | 31 dicembre 2021 | 20 giugno 2022  |
| 49 | La croisière ça use         | La crociera sul lago                | 8 gennaio 2022   | 22 giugno 2022  |
| 50 | Panique à l'hôtel           | L'instancabile Max                  | 8 gennaio 2022   | 22 giugno 2022  |
| 51 | La mémoire dans le bocal    | La memoria di un pesce rosso        | 9 gennaio 2022   | 23 giugno 2022  |
| 52 | Bionic fax                  | Bionic Fax                          | 9 gennaio 2022   | 6 giugno 2022   |